# Rudolf Fredrik Berg

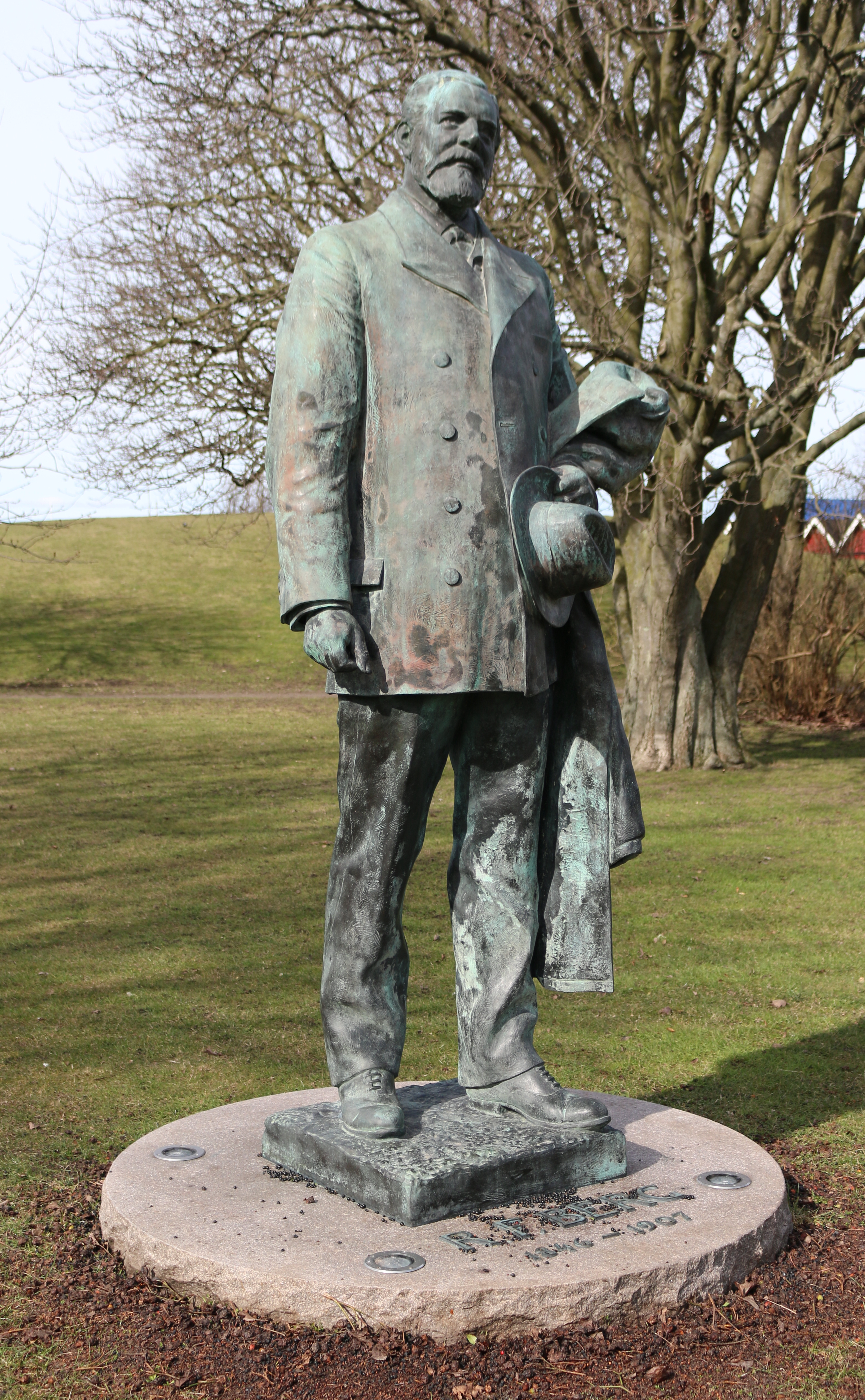
Staty av Edvard Trulsson föreställande R F Berg vid Strandgatan i Limhamn

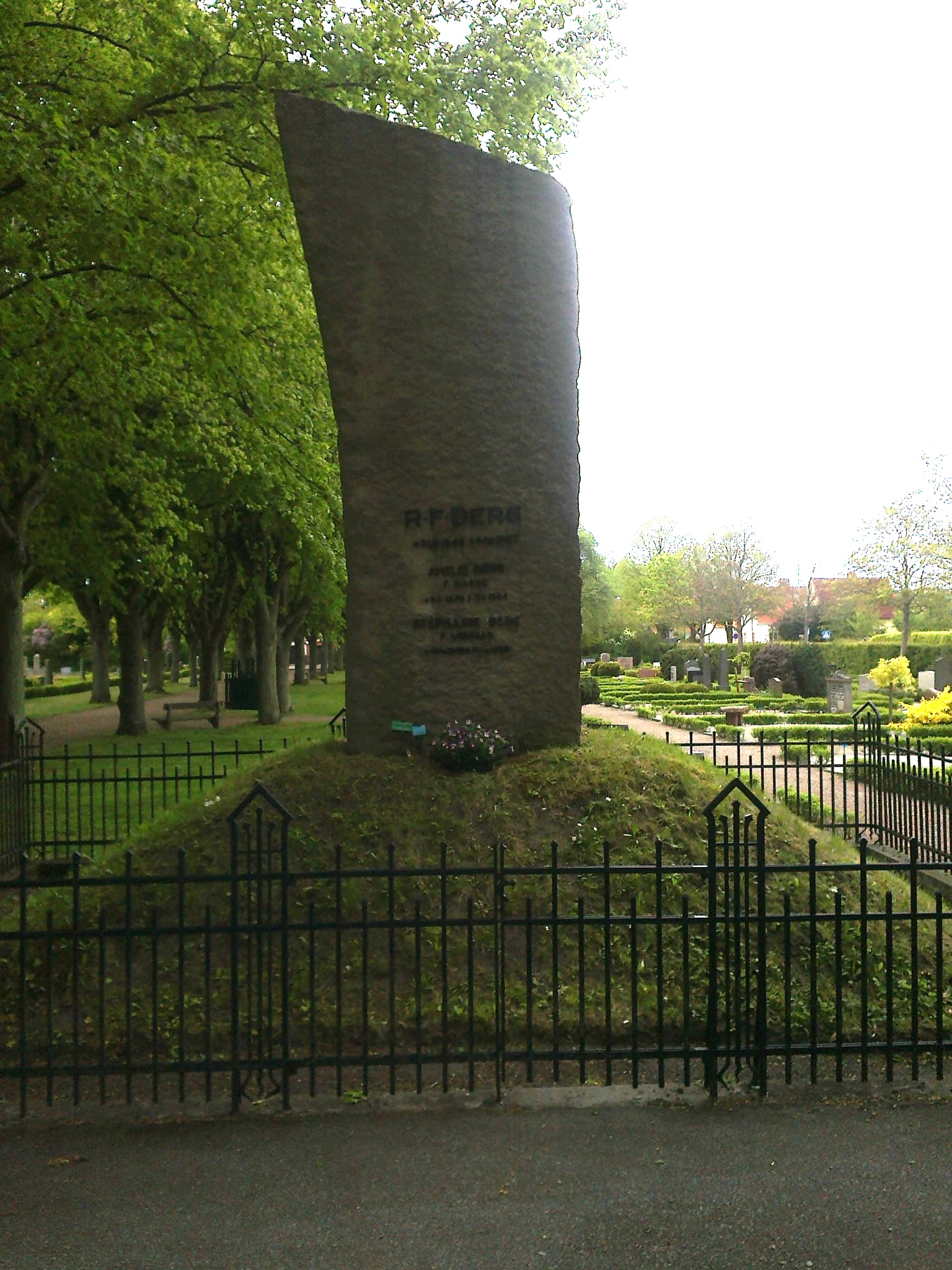
R.F. Bergs grav på Limhamns kyrkogård.

Rudolf Fredrik Berg, vanligen kallad R.F. Berg, eller Fritz Berg, född 31 maj 1846 i Stockholm, död där 8 december 1907, var en svensk ingenjör, industriman, arbetsgivarideolog, kommunalpolitiker, frikyrko- och nykterhetsman. Han var son till läkaren och statistikern Fredrik Theodor Berg och Emma Berg, f. Stokoe.

## Biografi
Berg genomgick 1865–68 Teknologiska Institutet och blev 1873 disponent för Skånska Cement AB i Malmö. Han ledde också en rad andra bolag, som till exempel Malmö-Limhamns Järnväg och AB Stranden. Han var ledamot av Malmö stadsfullmäktige från 1882 och dess vice ordförande 1907. Berg hade mycket stor betydelse för den svenska cementindustrins utveckling, och det av bolaget tillverkade cementet exporterades till flera världsdelar. 1887 grundade han entreprenadföretaget AB Skånska Cementgjuteriet, senare Skanska. När Lomma Eternit etablerades i Lomma 1906 bestod styrelsen av Berg tillsammans med David Cable Keiler, Rudolf Fredrik och Wilhelm de Shàrengrad. Fabriken förblev under hela sin verksamhetstid Sveriges största producent av eternit. Berg hade blivit förmyndare till Wilhelm de Shàrengrad och hans syskon sedan föräldrarna avlidit.
Berg hade ett starkt socialt engagemang och åtnjöt en avsevärd popularitet bland arbetar- och fiskarbefolkningen i Limhamn. Han hade mycket stor betydelse för tillkomsten av Limhamns municipalsamhälle och senare köping och brukade av denna anledning kallas ”Limhamnskungen”. Han visade också stort intresse för egnahemsfrågan och utvecklade i Limhamn och Lomma modeller för att stödja arbetarnas egnahemsbyggande, där han ofta själv gick i borgen för deras lån.
Bergs arbetsgivararhållning var från början patriarkalisk, men ändrades efter hand. Han accepterade från 1900-talets början fackföreningarna som motpart och var drivande vid bildandet av flera arbetsgivarföreningar. I Svenska Arbetsgivareföreningen var han styrelseledamot under sina sista år och drev där en linje som innebar att kollektiva avtal mellan jämbördiga parter var det ideal som borde eftersträvas. Han gav också starkt stöd till den unge Gustav Möller, från början Bergs medarbetare, sedermera socialminister. Han anses ha tidigt uttryckt den samförståndsanda som först långt senare kom att känneteckna den svenska modellen.
Berg var även en drivande kraft vid bildandet av Malmö föreläsningsförening (1882), sedan utvidgad till Malmö biblioteks- och föreläsningsförening), av Södra Sveriges ångpanneförening (1895) och av föreningen Malmö högre handelsinstitut (1904), i vilka han från början var ordförande. Berg var också drivande bakom tillkomsten av Betelkyrkan i Lugnet (invigd 1886) och tillsammans med Anders Antonsson och Thure Petrén tog han initiativet till inrättandet av Malmös första arbetsförmedling (öppnad 1905).
I begravningsprocessionen i Limhamn deltog bortåt 700 personer, även många arbetare och fiskare. Han står sedan 1940 staty i Limhamn och hans namn går igen på flera platser där, till exempel R.F. Bergsgatan, Bergaskolan och R.F. Bergs förskola.
2019 uppkallade Skånetrafiken ett pågatåg efter honom.